# ایدز در ایران
ویروس ایدز، ابتدا از طریق خون‌های آلوده وارد ایران شد. سپس از راه‌های آمیزش جنسی، استفاده معتادان تزریقی از سرنگ آلوده و در مواردی محدود، از طریق انتقال ویروس از مادر به نوزاد، گسترش یافت. به گفته سازمان بهداشت جهانی بر اساس داده‌های گزارش شده، نرخ رشد اپیدمی ایدز در ایران به صورت هشدار دهنده‌ای در حال افزایش می‌باشد. با گزارش خبرگزاری فارس، زنان سهم ۳۲ درصدی در ابتلا به ایدز را تشکیل میدهند

## تاریخچه

### نخستین موارد
نخستین مورد گزارش و ثبت شده ابتلا به ایدز در ایران مربوط به سال ۱۳۶۶ و در مورد یک کودک شش ساله مبتلا به بیماری هموفیلی است که فراورده‌های خونی آلوده وارداتی از فرانسه را دریافت کرده بود. در ایران و طی سال‌های اولیه شیوع بیماری، وجود ایدز اساساً انکار می‌شد و شمار مبتلایان به آن در داده‌های رسمی بین ۲۰۰ تا حداکثر ۵۰۰ نفر بود. سپس در اوایل دهه هفتاد شمسی شیوع چشمگیری در بین مصرف‌کنندگان تزریقی مواد و در زندان‌ها رخ داد که توجه نظام بهداشتی و سیاستمداران را به خود جلب کرد. همه‌گیری ویروس HIV یا همان ایدز در زندان‌های کشور به دنبال مثبت شدن نتیجه آزمایش HIV یک مددجو در اردوگاه آب حیات کهنوج در استان کرمان در سال ۱۳۷۴ شناخته شد و گزارش‌های زندان آب حیات در زمینه سرعت شیوع بیماری(HIV/AIDS) در بین زندانیان موجب شد تا مسئولین مجاب شوند که کتمان موضوع می‌تواند خطرات جدی بهداشتی برای زندانیان و به دنبال آن برای همه نظام سلامت کشور در پی داشته باشد.
از کل موارد تشخیص داده شده مبتلا به ویروس HIV تا شهریور ۱۳۹۹ حدود ۵۹ درصد انتقال HIV از طریق اعتیاد تزریقی بوده است و همچنین ۲۳ درصد انتقال از طریق رابطه جنسی گزارش شده بود. همچنین ۱/۷ درصد انتقال از طریق مادر به جنین بوده است. اما آمار مبتلایان جدید در شش ماه نخست ۱۳۹۹ به حدود ۵۰ درصد انتقال بیماری از راه جنسی و ۲۳ درصد از طریق اعتیاد تزریقی تغییر کرده است. از ۱۳۸۴ تا ۱۳۹۲ هیچ مورد ابتلا به ویروس ایدز از طریق انتقال خون گزارش نشده است. بین سال‌های ۱۳۹۵ تا ۱۳۹۷ آمیزش جنسی، اصلی‌ترین راه انتقال ایدز در ایران تخمین زده شده است. و شمار زنانی که از راه جنسی به ویروس اچ‌آی‌وی دچار شده‌اند به ده برابر افزایش یافته است.

### پرونده بیماران هموفیلی
در سال ۱۳۶۴ فراورده‌های خونی شرکت فرانسوی مریو که آلوده به اچ‌آی‌وی بود، به بیماران هموفیلی که نیاز دائم به دریافت انواع فاکتورهای انعقادی خون دارند داده شد. هنگامی که این موضوع در میان بیماران هموفیلی افشا شد، وزارت بهداشت ایران آلودگی فراورده‌های خونی وارداتی به ایران را تکذیب کرد. در حالی که نماینده شرکت فرانسوی پس از بازگشت به کشورش در نامه‌ای به وزیر بهداشت آن زمان، آلوده بودن فراورده‌های شرکت مریو را تأیید کرد. در سال ۱۳۶۶ نخستین مورد از بیماران هموفیلی که از طریق فراورده‌های خونی آلوده به بیماری ایدز مبتلا شدند شناسایی شد. هم چنین در سال‌های ۷۳ تا ۷۶ شمسی مقداری از فراورده‌های تولید داخلی سازمان انتقال خون ایران به دلیل نداشتن استانداردهای پالایش و ویروس‌کشی، موجب ابتلای برخی بیماران هموفیلی و تالاسمی و دیگر دریافت کنندگان خون و فراورده‌های آن به اچ‌آی‌وی و هپاتیت سی شد. پس از افشای این موضوع در سال ۷۶ پرونده‌ای در این مورد تشکیل شد و در سال‌های بعد طی چند مرحله، دادگاه سازمان انتقال خون ایران و وزارت بهداشت را به پرداخت دیه به ۹۷۴ شاکی اولیه پرونده و شاکیان بعدی، تأمین داروها و هزینه درمان بیماران مبتلا و عذرخواهی رسمی وزارت بهداشت از بیماران در جراید کثیرالانتشار به خاطر انتساب آلودگی بیماران به ویروس از «طریق دیگر» محکوم کرد. ولی پرداخت دیه سالها طول کشید، درمان بیماران با مشکل مواجه بود و عذرخواهی وزارت بهداشت مسکوت ماند و پیگیری‌های مدیر عامل وقت انجمن هموفیلی ایران منجر به بازداشت او شد.
افرادی که در آن زمان دارای مقام رسمی در وزارت بهداشت بودند، همچنان در مقام‌های دولتی قرار داشتند و هیچ‌کس پاسخگوی خون‌های آلوده به اچ‌آی‌وی نبود. دربارهٔ این موضوع فیلم‌های مستند و داستانی بسیاری از جمله «ایدز» ساخته سعید ابوطالب، «من هستم» و «حیات ما» از امیر زبان آور و «پشت دیوار سکوت» ساخته مسعود جعفری جوزانی ساخته شده است. اما در برخی موارد این فیلم‌ها توقیف یا از نمایش آن‌ها جلوگیری شده است. همچنین جمعی از افراد، با توجّه به نخست‌وزیر بودن لوران فابیوس در زمانِ این اتّفاق، در سفرِ رسمیِ ایشان به تهران در مرداد ماه ۱۳۹۴ از مقامات حکومتی ایران خواهان صدور حکم جلب وی و اجازهٔ اعتراض مردمی به وی شدند که با مخالفت مقامات مواجه شدند و بالاجبار اعتراض خویش را در مقابل وزارت امور خارجه در سفرِ ژان‌ایو لودریان وزیر بعدی امور خارجهٔ فرانسه در اسفندماه ۱۳۹۶ بیان کردند. از فیلم‌هایی که دربارهٔ ایدز ساختند می‌توان به «آژانس دوستی» با بازیگری برجسته حسین پناهی اشاره کرد.

## پیشگیری

### آموزش
از دهه ۱۳۸۰ (خورشیدی)، دولت ایران در راستای بهبود بهداشت خانواده و سلامت جامعه فعالیت‌های آگاهی بخشی نسبت به این بیماری و ارائه آموزش‌های جنسی را در سطح کشور شروع کرد. در حال حاضر بنابر گزارش برنامه توسعه سازمان ملل متحد این کشور در بالاترین جایگاه در میان کشورهای منطقه از نظر بهداشت و ارائه آموزش‌های جنسی در زمینه پیشگیری از ایدز قرار دارد.
نخستین برنامه پیشگیری از اچ‌آی‌وی در ایران توسط مرکز مدیریت بیماریها در دانشگاه علوم پزشکی کرمانشاه به شکل مدل کلینیک مثلثی برای مراقبت و درمان ایدز، اعتیاد و بیماری‌های آمیزشی آغاز شد که برادران علایی (دو پزشک به نام‌های کامیار علایی و آرش علایی) در اجرایش نقش داشتند. برادران علایی، پزشکانی که بعدها به دلیل فعالیت‌هایشان در زمینه شناساندن و مبارزه با بیماری ایدز در ایران شهرت بین‌المللی پیدا کردند، در سال ۱۳۸۷ به اتهام مخالفت با حکومت بازداشت و حبس شدند که اعتراضات گسترده بین‌المللی را در پی داشت.
از اقدامات عملی دولت ایران برای پیشگیری از شیوع ایدز در این کشور می‌توان به برنامه‌ریزی برای ارائه سوزن و سرنگ استریل به معتادان، لغو ممنوعیت توزیع تیغ یک بار مصرف در زندان‌ها، آموزش‌های جنسی در مدارس و جامعه و نصب دستگاه‌های خودپرداز سرنگ ارزان در برخی مکان‌ها اشاره کرد. دولت ایران، هزینه درمان این بیماری تقبل کرده و انجام کلیه آزمایش‌ها، داروها و مشاوره‌ها رایگان است.
همچنین یونیسف در قالب برنامه اچ‌آی‌وی/ایدز با شرکای دولتی و غیردولتی و رسانه‌های جمعی ایران در راستای «ارائه خدمات مطلوب و اطلاع‌رسانی به جوانان» همکاری می‌کرد.
بر اساس چهارمین برنامه استراتژیک کشوری کنترل ایدز، می‌بایست ۹۰ درصد مبتلایان تا سال۲۰۲۰ از وضعیت بیماری خود آگاه می‌شدند و تحت مراقبت و درمان قرار می‌گرفتند؛ اما فقط ۴۰ درصد مبتلایان تخمینی تشخیص داده شدند.

### مشکلات
با این حال هنوز بسیاری از مردم و به ویژه جوانان از دسترسی به اطلاعات مربوط به همه‌گیرشناسی اچ‌آی‌وی/ایدز و از اطلاعات مربوط به ضرورت به کار بردن کاندوم هنگام آمیزش جنسی بی‌بهره‌اند و موانع متعددی برای راه‌اندازی کمپین‌های تبلیغاتی گسترده در رسانه‌های ایران در این زمینه وجود دارد. سطح پایین مطالعه در ایران و رجوع بیشتر مردم برای دریافت اطلاعات به رسانه‌های دیداری شنیداری و همچنین انحصار دولتی این دست رسانه‌ها نقش دولت را در آموزش، پیشگیری و ایجاد مقدمات پذیرش افراد اچ‌آی‌وی مثبت در جامعه پررنگ‌تر می‌کند.
از دیگر موانع فعالیت‌های اجتماعی در پیشگیری از ایدز این است که سازمان‌های مردم‌نهاد (NGO) فعال در زمینه اطلاع‌رسانی و پیشگیری از سوی نهاد و سازمان‌های دولتی به شکل رقیب نگریسته شده با مشکلاتی در زمینه فعالیت‌های خود مواجهند. این در حالی است که طرح‌های دولتی نیز مدت‌های طولانی در بایگانی‌ها نادیده انگاشته می‌شوند.

## پراکندگی و آمار

### آمار
در آذرماه ۱۴۰۰ رئیس مرکز مدیریت بیماری‌های وزارت بهداشت دربارهٔ آخرین آمار ابتلا به بیماری HIV در کشور، اظهار داشت: تخمین ما این است که در حال حاضر ۵۴۸۵۰ نفر مبتلا به داشته باشیم. ۴۲ هزار و ۹۳۳ مورد به این عفونت را شناسایی کردیم که از این تعداد ۲۰ هزار و ۲۸۴ مورد جان باختند.
وی اضافه کرد: ۶۸۸۵ مورد از این تعداد به مراکز ما برای مراقبت و درمان مراجعه نکرده‌اند، درحال حاضر ۲۲۶۸۴ مبتلا به عفونت و زنده شناسایی شده است که بیش از ۱۵ هزار نفر از آنها تحت مراقبت قرار دارند و ۱۴ هزار نفر درمان موفق داشه‌اند و درمان مناسب دریافت می‌کنند و تعداد ویروس‌های بدن آنها شدیداً کاهش یافته است. دکتر گویا گفت: از ابتدای شیوع بیماری ۸۱ درصد مربوط به آقایان بود و ۱۹ درصد مبتلایان خانم‌ها هستند اما رفته رفته این آمار افزایش پیدا کرده است؛ به طوری که در حال حاضر ۳۲ درصد موارد ابتلا به خانم‌ها مربوط است.

### پراکندگی در ایران و جهان
استان‌های مازندران، کرمانشاه، فارس، هرمزگان، خراسان رضوی، اصفهان و تهران از استان‌های پرخطر از نظر ایدز هستند. بیش از ۹۰ درصد زنان مبتلا بدون اینکه آگاه باشند، از طریق شوهرانشان مبتلا به اچ‌آی‌وی می‌شوند. اگر چه میزان مبتلایان به بیماری ایدز در ایران در سال‌های گذشته نسبت به میانگین جهانی کم بوده است، اما این بیماری در میان جوانان، زنان و همچنین کودکان کار در حال افزایش است.

در غرب ایران ۸۵ درصد مبتلایان از میان معتادان تزریقی هستند، در حالی که در جنوب ایران ۵۰ درصد ابتلا از رابطه جنسی بین همجنسان ناشی می‌شود.

نقشه درصد همه‌گیری اچ‌آی‌وی در کشورها/ایدز در جهان بر اساس آمار آژانس اطلاعات مرکزی آمریکا

### در زنان
در ایران، بیش از ۹۰ درصد زنان مبتلا به این ویروس، بدون اینکه آگاه باشند از طریق همسرانشان مبتلا به اچ‌آی‌وی شده‌اند.
به دلیل اینکه از نظر اجتماعی بیماران زن بیش از مردان داغ ننگ می‌خورند، از خود تمایل کمتری برای انجام آزمایش اچ‌آی‌وی نشان می‌دهند و اگر آزمایش بدهند، نتیجه آن را افشا نمی‌کنند. شمار فزاینده‌ای از مبتلایان جدید زن، کسانی هستند که اقداماتی جهت پیشگیری از انتقال بیماری‌های آمیزشی انجام داده‌اند ولی این کار را به شکل ناقصی انجام داده بودند.
مطالعات نشان می‌دهند که بیشتر زنان مبتلایان به اچ‌آی‌وی، بی‌سواد یا دارای تحصیلات ابتدایی هستند و از آنجایی که اطلاعات دربارهٔ اچ‌آی‌وی عموماً از طریق روزنامه‌ها منتشر می‌شود. این زنان اطلاعات کافی دربارهٔ نحوه مقابله با آن دریافت نمی‌کنند.
علاوه بر این فقر نیز برخی زنان را به تن‌فروشی هدایت کرده که این نیز آن‌ها را به صورت پیوسته‌ای در خطر ابتلا به اچ‌آی‌وی قرار می‌دهد. همچنین در بین افرادی که شغلشان تن‌فروشی است، استفاده از مواد مخدر مرسوم است و این خطر ابتلا به اچ‌آی‌وی را دوچندان می‌کند.
دختران والدینی که به اچ‌آی‌وی مبتلا بوده‌اند جزء آسیب‌پذیرترین اقشار محسوب می‌شوند؛ زیرا مردانِ کمی حاضر هستند با آن‌ها ازدواج کنند. همچنین عموماً به‌دلیل بیماری والدینشان و از دست دادن شلغلشان، خانواده بیشتر این دختران بسیار فقیر هستند.
از سال ۱۳۹۴ تا ۱۳۹۶، با شناسایی و مراقبت از ۷۴ زن باردار که حتی خود آن‌ها از ابتلا به اچ‌آی‌وی آگاه نبودند، ۹۷ درصد از نوزادان به دنیا آمده، سالم بودند. از سال ۱۳۹۷ انجام تست اچ‌آی‌وی از تمامی زنان باردار انجام می‌شود. بین سال‌های ۱۳۹۵ تا ۱۳۹۷ شمار زنانی که از راه جنسی به ویروس اچ‌آی‌وی آلوده شده‌اند ده برابر شد.

### در کودکان
بسیاری از کودکان کار که امروزه از سوی پیمانکاران شهرداری تهران در فرایند تفکیک زباله به صورت دستی به کار گرفته می‌شوند در معرض ابتلا به ایدز، هپاتیت سی و هپاتیت ب هستند. چنان‌که بر اساس گزارش سازمان بهداشت جهانی به دلیل وجود زباله‌های تیز و برنده در ترکیب زباله‌های عادی، ۲۱ میلیون مورد هپاتیت سی، دو میلیون هپاتیت بی و ۱۶۰ هزار مورد اچ‌آی‌وی از طریق زباله‌های خطرناک در مخازن عادی منتقل می‌شود.

## اهمیت فرهنگ عمومی
صحبت از بیماری ایدز در جامعه ایران با محدودیت‌های اخلاقی و عرفی همراه است. بحث و گفتگو دربارهٔ بلوغ، بهداشت جنسی و بیماری‌های آمیزشی در خانواده‌ها محدود است. مبتلایان به ایدز همواره نگران واکنش‌های جامعه بوده‌اند. ابراز ابتلا به این بیماری موجب «انگ اخلاقی» و طرد بیمار از سوی خانواده، اطرافیان و جامعه (مانند اخراج از محل کار) می‌شود. این امر باعث پنهان‌کاری و مخفی کردن بیماری می‌شود، بنابراین ایدز در خفا گسترش می‌یابد و کنترل بیماری را دشوار می‌کند. در منظر بسیاری از مردم، بیمار اچ‌آی‌وی مثبت لزوماً دست به عملی غیراخلاقی زده است. بسیاری از معتادان تزریقی به دلیل ترس از تحقیر و تبعیض، در نخستین سالی که اچ‌آی‌وی در آن‌ها تشخیص داده می‌شود دست به خودکشی می‌زنند.